# 6. ročník udílení Critics' Choice Television Awards
6. ročník udílení cen Critics' Choice Television Award se konal 17. ledna 2016 na letišti v Santa Monice v Kalifornii. Ceremoniál moderoval herec T. J. Miller. Ceremoniál vysílaly stanice A&E a Lifetime. Nominace byly oznámeny dne 14. prosince 2015.
| Nejlepší seriál | Nejlepší seriál |
| Nejlepší komediální seriál | Nejlepší dramatický seriál |
| --- | --- |
| - Mistr amatér (Netflix) - Black-ish (ABC) - Catastrophe (Amazon Video) - Jane the Virgin (The CW) - Poslední chlap na Zemi (Fox) - Transparent (Amazon Video) - Nejsem do tebe lázen (FX) | - Mr. Robot (USA) - Empire (Fox) - Knick: Doktoři bez hranic (Cinemax) - Pozůstalí (HBO) - Penny Dreadful (Showtime) - Rectify (Sundance) - UnREAL (Lifetime) |
| Nejlepší televizní film/mini-seriál | Nejlepší animovaný seriál |
| - Fargo (FX) - Childhood's End (Syfy) - Luther (BBC) - Saints & Strangers (Nat Geo) - Najděte mi hrdinu (HBO) - Čaroděj (NBC) | - BoJack Horseman (Netflix) - Bobovy burgery (Fox) - Simpsonovi (Fox) - Městečko South Park (Comedy Central) - Star Wars Povstalci (Disney XD) |
| Nejlepší herectví v komediálním seriálu | |
| Nejlepší herec | Nejlepší herečka |
| - Jeffrey Tambor jako Maura Pfefferman – Transparent - Anthony Anderson jako Andre "Dre" Johnson, Sr. – Black-ish - Aziz Ansari jako Dev Shah – Mistr amatér - Will Forte jako Phil Miller – Poslední chlap na Zemi - Randall Park jako Louis Huang – Hunagovi v Americe - Fred Savage jako Stewart Sanderson – The Grinder              | - Rachel Bloom jako Rebecca Bunch – Crazy Ex-Girlfriend - Aya Cash jako Gretchen Cutler – Nejsem do tebe lázen - Wendi McLendon-Covey jako Beverly Goldberg – Goldbergovi - Gina Rodriguez jako Jane Villanueva – Jane the Virgin - Tracee Ellis Ross jako Dr. Rainbow "Bow" Johnson – Black-ish - Constance Wu jako Jessica Huang – Hunagovi v Americe |
| Nejlepší herec ve vedlejší roli | Nejlepší herečka ve vedlejší roli |
| - Andre Braugher as Raymond Holt – Brooklyn 99 - Jaime Camil as Rogelio de la Vega – Jane the Virgin - Jay Duplass as Joshua Pfefferman – Transparent - Neil Flynn as Michael Heck, Jr. – Průměrňákovi - Keegan-Michael Key as Mark Rodriguez – Playing House - Mel Rodriguez as Patsy De La Serda – Život je boj                        | - Mayim Bialik jako Dr. Amy Farrah Fowler – Teorie velkého třesku - Kether Donohue jako Linsay Jillian – Nejsem do tebe lázen - Allison Janney jako Bonnie Plunkett – Máma - Judith Light jako Shelly Pfefferman – Transparent - Niecy Nash jako Denise Ortley – Život je boj - Eden Sher jako Sue Heck – Průměrňákovi                                  |
| Nejlepší herectví v dramatickém seriálu | |
| Nejlepší herec | Nejlepší herečka |
| - Rami Malek jako Elliot Alderson – Mr. Robot - Hugh Dancy jako Will Graham – Hannibal - Clive Owen jako Dr. John W. Thackery – Knick: Doktoři bez hranic - Liev Schreiber jako Ray Donovan – Ray Donovan - Justin Theroux jako Kevin Garvey, Jr. – Pozůstalí - Aden Young jako Daniel Holden – Rectify                                  | - Carrie Coon jako Nora Durst – Pozůstalí - Shiri Appleby jako Rachel Goldberg – UnREAL - Viola Davis jako profesorka Annalise Keating – Vražedná práva - Eva Green jako Vanessa Ives – Penny Dreadful - Taraji P. Henson jako Cookie Lyon – Empire - Krysten Ritter jako Jessica Jones – Jessica Jones                                                 |
| Nejlepší herec ve vedlejší roli | Nejlepší herečka ve vedlejší roli |
| - Christian Slater jako pan Robot – Mr. Robot - Clayne Crawford jako Ted Talbot, Jr. – Rectify - Christopher Eccleston jako Matt Jamison – Pozůstalí - André Holland jako Dr. Algernon Edwards – Knick: Doktoři bez hranic - Jonathan Jackson jako Avery Barkley – Nashville - Rufus Sewell jako John Smith – The Man in the High Castle | - Constance Zimmer jako Quinn King – UnREAL - Ann Dowd jako Patti Levin – Pozůstalí - Regina Kingová jako Erika Murphy – Pozůstalí - Helen McCrory jako Evelyn Poole – Penny Dreadful - Hayden Panettiere jako Juliette Barnes – Nashville - Maura Tierney jako Helen Solloway – Aféra                                                                  |
| Best Acting in a Movie/Limited Series | |
| Nejlepší herec | Nejlepší herečka |
| - Idris Elba jako DCI John Luther – Luther - Wes Bentley jako Det. John Lowe – American Horror Story: Hotel - Martin Clunes jako Arthur Conan Doyle – Arthur & George - Oscar Isaac jako Nick Wasicsko – Najděte mi hrdinu - Vincent Kartheiser jako William Bradford – Saints & Strangers - Patrick Wilson jako Lou Solverson – Fargo   | - Kirsten Dunst jako Peggy Blumquist – Fargo - Kathy Bates jako Iris – American Horror Story: Hotel - Sarah Hay jako Claire Robbins – Pot a slzy - Alyvia Alyn Lind jako Dolly Parton – Dolly Parton's Coat of Many Colors - Rachel McAdams jako seržantka Ani Bezzerides – Temný príběh - Shanice Williams jako Dorothy Gale – Čaroděj                 |
| Nejlepší herec ve vedlejší roli | Nejlepší herečka ve vedlejší roli |
| - Jesse Plemons jako Ed Blomquist – Fargo - David Alan Grier jako Lev – Čaroděj - Ne-Yo jako Tin Man – Čaroděj - Nick Offerman jako Karl Weathers – Fargo - Raoul Trujillo jako Massasoit – Saints & Strangers - Bokeem Woodbine jako Mike Milligan – Fargo                                                                              | - Jean Smart jako Floyd Gerhardt – Fargo - Mary J. Blige jako Zlá čarodějnice ze západu – Čaroděj - Laura Haddock jako Megan Cantor – Luther - Cristin Miliotiová jako Betsy Solverson – Fargo - Sarah Paulson jako Sally McKenna and Billie Dean Howard – American Horror Story: Hotel - Winona Ryder jako Vinni Restiano – Najděte mi hrdinu          |
| Nejlepší hostující vystoupení | |
| Nejlepší host – komedie | Nejlepší host – drama |
| - Timothy Olyphant jako on sám – The Grinder - Ellen Burstyn jako Shirley Stabler – Máma - Anjelica Huston jako Vicky – Transparent - Cherry Jones jako Leslie Mackinaw – Transparent - Jenifer Lewis jako Ruby Johnson – Black-ish - John Slattery jako Claude Dumet – Léto k nepřežití: První den v táboře                             | - Margo Martindale jako Ruth Eastman – Dobrá manželka - Richard Armitage jako Francis Dolarhyde – Hannibal - Justin Kirk jako Joseph Bucher – Manhattan - Patti LuPone jako Joan Clayton – Penny Dreadful - Marisa Tomei jako Mimi Whiteman – Empire - BD Wong jako Whiterose – Mr. Robot                                                               |
| Reality show | |
| Nejlepší nestrukturovaná reality-show | Nejlepší strukturovaná reality-show |
| - Anthony Bourdain: Neznámé končiny (CNN) - Policie v akci (Spike) - Nejsmrtelnější úlovek (Discovery) - Zásah do vztahu (A&E) - Nazí a vystrašení (Discovery) - Mistři zastavárny (History) | - Shark Tank (ABC) - Příběhy starožitností aneb Víte co máte? (PBS) - Inside the Actors Studio (Bravo) - Bořiči mýtů (Discovery) - Project Greenlight 2015 (HBO) - Utajený šéf – USA (CBS) |
| Nejlepší talk-show | Nejlepší moderátor reality-show |
| - Last Week Tonight with John Oliver (HBO) - The Daily Show with Jon Stewart (Comedy Central) - The Graham Norton Show (BBC America) - Jimmy Kimmel Live! (ABC) - The Late Late Show with James Corden (CBS) - Noční show Jimmyho Fallona (NBC)                                                                                          | - James Lipton – Inside the Actors Studio - Ted Allen – Chopped - Phil Keoghan – Amazing Race: O milion kolem světa - Jane Lynch – Hollywood Game Night - Jeff Probst – Kdo přežije - Gordon Ramsay – Pekelná kuchyně |
| Nejlepší reality-show – soutěž | |
| - The Voice (NBC) - Amazing Race: O milion kolem světa (CBS) - Chopped (Food Network) - Kouzla filmových maskérů (Syfy) - MasterChef Junior (Fox) - Kdo přežije (CBS) | |